# Bernadette Massar
Bernadette Massar (Delft, 5 december 1986) is een Nederlands zwemster, ze is met name gespecialiseerd op de 50 meter vlinderslag (S7) en de 100 meter schoolslag). Zij woont in Nijmegen.
Massar is voor Nederland uitgekomen op de Paralympische Zomerspelen in Peking.
In het dagelijks leven is zij boekhouder.